# Fuerza de Tareas Aeroterrestre de Marines
La Fuerza de Tareas Aeroterrestre de Marines (en inglés Marine Air-Ground Task Force, MAGTF) es un término usado por el Cuerpo de Marines de los Estados Unidos para describir la organización principal de todas las misiones de las operaciones militares de los Marines. Las MAGTF son una organización militar equilibrada compuesta de armas combinadas y unidades aéreas y terrestres orientada a las Fuerzas del Cuerpo de Marines, estando al mando un solo comandante que está designado para una misión específica. La MAGTF fue formalizada con la publicación de la Orden 3120.3 del Cuerpo de Marines en diciembre de 1963.

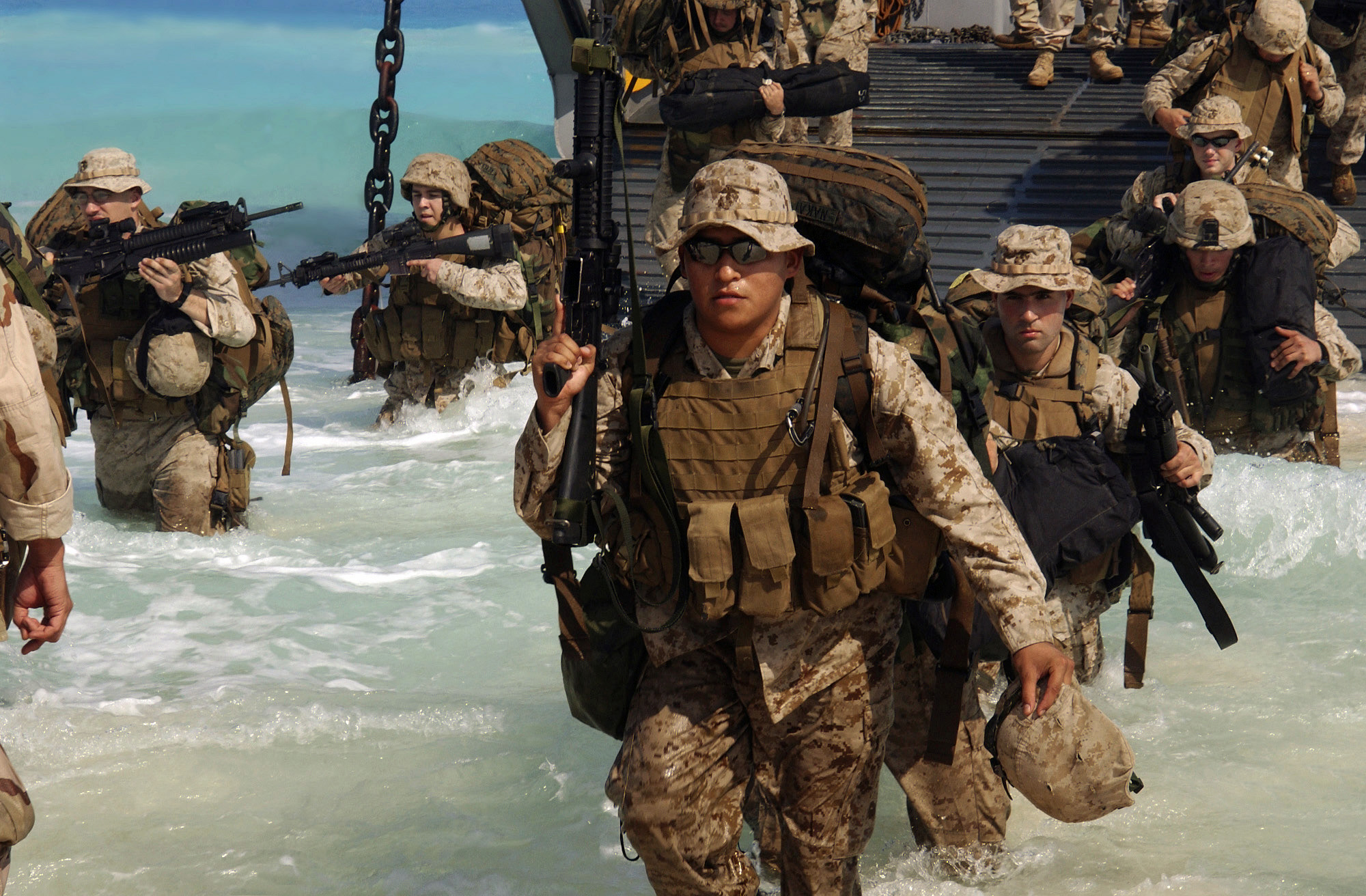
13.ª Unidad Expedicionaria de Marines durante los ejercicios Bright Star en 2005

«El Cuerpo de Marines en la Defensa Nacional MCDP 1-0» declaró:

Una Fuerza de Tareas Aeroterrestre de Marines con mandos de Aire y Tierra separados, es formada normalmente para operaciones de combate y ejercicios de entrenamiento, en el que las fuerzas de combate sustanciales tanto del Aire como de Tierra están incluidas en la organización de tareas de las Fuerzas de Marines participantes.

Desde la Segunda Guerra Mundial en muchas crisis el Cuerpo de Marines de los Estados Unidos ha desplegado proyecciones de fuerza en tierra con la capacidad de actuar con suficiente sustentabilidad en operaciones prolongadas. Las MAGTF han proporcionado durante mucho tiempo a los Estados Unidos un amplio espectro de opciones de respuesta cuando los intereses aliados han sido amenazados en situaciones difíciles que han requerido una respuesta rápida. A menudo acciones selectivas, oportunas y eficaces de las unidades aeroterrestres de Marines han ayudado a traer estabilidad a una región, y han demostrado a todo el mundo que los Estados Unidos están dispuestos a defender sus intereses y que son capaces de hacerlo con una fuerza poderosa en poco tiempo.

## Composición
Los cuatro elementos principales de una Fuerza de Tareas Aeroterrestre de Marines son:
- El Elemento de Mando (en inglés Command Element, CE), una unidad de cuartel general que dirige a los otros elementos.

- El Elemento terrestre de combate (en inglés Ground Combat Element, GCE), usualmente comprende infantería, apoyada por blindados (tanques) y artillería, pero también pueden incluir unidades especiales tales como exploradores o batallones de reconocimiento, francotiradores y controladores aéreos avanzados.

- El Elemento aéreo de combate (en inglés Aviation Combat Element, ACE), es el contribuye con el poder aéreo de la MAGTF. El ACE incluye todos las aeronaves (tanto los de ala fija y los helicópteros), sus pilotos y el personal de mantenimiento y aquellas unidades necesarias para el mando y control de los elementos aéreos mencionados.

- El Elemento logístico de combate (en inglés Logistics Combat Element, LCE), contiene todas las unidades de apoyo de la MAGTF: unidades de comunicaciones, ingenieros de combate, transporte motorizado, servicios médicos, servicios de abastecimiento y ciertos grupos especializados tales como equipos de entrega aérea y de apoyo al desembarco.

Los cuatro elementos nucleares describen tipos de fuerzas necesarias y no las unidades o mandos militares reales. La estructura básica de la MAGTF nunca varía, aunque la cantidad, tamaño y el tipo de unidades del Cuerpo de Marines comprendiendo cada uno de estos cuatro elementos siempre dependerán de la misión siendo llevada cabo. La flexibilidad de la estructura organizacional permite que una o más MAGTF sean asignadas.

## Tipos

### Fuerza Expedicionaria de Marines (MEF)
Una Fuerza Expedicionaria de Marines  comprenden un grupo de cuarteles generales del MEF, una división de Marines, un Ala de Aviación de Marines y un Grupo de Logística de Marines. Por ejemplo, la I Fuerza Expedicionaria de Marines está compuesta de un elemento de cuartel general, la 1.ª División de Marines, la 3.º Ala de Aviación de Marines y el 1.º Grupo Logístico de Marines, todas estas unidades basadas en la Costa Occidental. Dos despliegues destacados de una MEF completa fueron cuando la I Fuerza Expedicionaria de Marines se desplegaron en apoyo de las operaciones Desert Shield y Desert Storm. El I MEF finalmente consistía de la 1.ª y la 2.ª División de Marines así como considerables cantidades de unidades de apoyo y de aviación de los Marines. También la I MEF se desplegó a Somalia en diciembre de 1992 para realizar un esfuerzo de ayuda humanitaria en esa zona así como un despliegue a Kuwait a comienzos del año 2002 y para tomar parte en la invasión de Irak de 2003.
Las tres Fuerzas Expedicionarias de los Marines son:
- I Fuerza Expedicionaria de Marines localizada en Camp Pendleton, California
- II Fuerza Expedicionaria de Marines localizada en Camp Lejeune, Carolina del Norte
- III Fuerza Expedicionaria de Marines localizada en Camp Courtney, Okinawa, Japón

### Brigada Expedicionaria de Marines (MEB)
Una Brigada Expedicionaria de Marines es más grande que una Unidad Expedicionaria de Marines pero más pequeña que una Fuerza Expedicionaria de Marines. La MEB, que varía en tamaño, y es capaz de llevar a cabo misiones que abarcan todo el espectro de las operaciones militares. Está construida alrededor de un regimiento de infantería reforzado, un grupo de aviación de Marines y una brigada de servicios de apoyo. La MEB, bajo el mando de un oficial general (ya sea un mayor general o un brigadier general), está organizada orientada a la tarea para cumplir con los requerimientos de una situación específica. Puede funcionar como parte de una fuerza de tareas conjunta, o como el escalón delantero de la MEF, o en solitario.
Las tres brigadas son:
- 1.ª Brigada Expedicionaria de Marines
- 2.ª Brigada Expedicionaria de Marines
- 3.ª Brigada Expedicionaria de Marines

### Unidad Expedicionaria de Marines (MEU)
El tipo más pequeño de MAGTF es la Unidad Expedicionaria de Marines Capacitada para Operaciones Especiales.
Usualmente existen tres MEU asignadas a cada una de las flotas de la Armada de Estados Unidos (la del Atlántico y la del Pacífico, con otra MEU basada en Okinawa. Mientras que una MEU está desplegada, una MEU está entrenando para ser desplegada y una está dando descanso a su personal y reequipándose. Cada una de las MEU está calificada como capacitada para realizar operaciones especiales.
- 11.ª Unidad Expedicionaria de Marines
- 13.ª Unidad Expedicionaria de Marines
- 15.ª Unidad Expedicionaria de Marines
- 22.ª Unidad Expedicionaria de Marines
- 24.ª Unidad Expedicionaria de Marines
- 26.ª Unidad Expedicionaria de Marines
- 31.ª Unidad Expedicionaria de Marines